# Bitik
Karaimska Oficyna Wydawnicza Bitik (z karaim. książka, pismo, list) – oficyna wydawnicza należąca do Związku Karaimów Polskich i zajmująca się wydawaniem publikacji o tematyce karaimskiej.
Powstała w 2003 we Wrocławiu. Oprócz książek i dorocznych kalendarzy (Karaj łuwachłary) oficyna "Bitik" jest także od 2003 wydawcą kwartalnika Awazymyz oraz rocznika naukowego "Almanach Karaimski". Wydaje ponadto audiobooki (Pilecki Szymon, Chłopiec z Leśnik. Dziennik z lat 1939-1945, Wrocław 2016) oraz płyty CD (Karaimska literatura XX wieku, 2005; Karaj konuszmasy. Piosenki karaimskie, "Maqam", 2013, Cudowny koń Księcia Witolda. Karaimskie podania i opowieści, 2016; Karaimska Mapa Muzyczna, Karolina Cicha & Spółka, 2020).

## Wybrane publikacje
- Ananiasz Zajączkowski, Zarys religii karaimskiej. Wrocław 2003, wyd. II uzupełnione i ilustrowane 2006, ss. 40. ISBN 83-920-0684-4
- Szymon Szyszman, Karaimizm. Historia i doktryna, tł. Irena Jaroszyńska, Anna Abkowicz. Wrocław 2005, ss. 229. ISBN 978-83-920068-3-1
- Karaj kiuńlari. Dziedzictwo narodu karaimskiego we współczesnej Europie, red. Mariola Abkowicz, Henryk Jankowski. Wrocław 2004, ss. 329. ISBN 83-920068-0-1
- Almanach karaimski 2007, red. Mariola Abkowicz, Anna Sulimowicz, Wrocław 2007, ss. 110. ISBN 978-83-920068-5-5
- Podręczny słownik polsko-karaimski, opr. Szymon Juchniewicz, Wrocław 2008, ss. 271. ISBN 978-83-920068-6-2
- Szymon Pilecki, Chłopiec z Leśnik. Dziennik z lat 1939-1945, Wrocław 2009, ss. 385. ISBN 978-83-920068-7-9
- Mariola Abkowicz, Anna Sulimowicz, Karaj jołłary - karaimskie drogi. Karaimi w dawnej fotografii, Wrocław 2010, ss. 169. ISBN 978-83-920068-8-6
- Halina Kobeckaite, Rozmówki polsko-karaimsko-litewskie, Wrocław 2011, ss. 123. ISBN 978-83-920068-9-3
- Karina Firkavičiūtė, Życie w pieśni karaimskiej / Life in Karaim Songs, Wrocław 2016, ss. 235. ISBN 978-83-938423-3-9